# Silke Rottenberg
Silke Rottenberg (Euskirchen, 25 gennaio 1972) è un'ex calciatrice tedesca, di ruolo portiere.

## Carriera

### Club
Debutta nel Grün-Weiss Beauweiler, nel quale gioca dal 1988 al 1991. Indossa poi anche le maglie di TSV Siegen, Sportfreunde Siegen (dove milita fino al 2000), FFC Brauweiler Pulheim, 2001 Duisburg e 1. FFC Francoforte, squadra con cui, nel 2008, conclude la carriera. Si aggiudica in totale una UEFA Women's Cup con il 1. FFC Francoforte nel 2008, quattro campionati tedeschi, due con il TSV Siegen e due con il 1. FFC Francoforte, e quattro Coppe di Germania; nel 1998 viene inoltre nominata calciatrice tedesca dell'anno.

### Nazionale
È scesa in campo 126 volte con la maglia della nazionale tedesca: il debutto risale al 7 aprile 1993, in una gara contro gli Stati Uniti. Con la rappresentativa del suo paese ha vinto due titoli mondiali, nel 2003 e nel 2007, e tre campionati europei, nel 1997, nel 2001 e nel 2005, oltre a due medaglie di bronzo olimpiche, nel 2000 a Sydney e nel 2004 ad Atene.

## Palmarès
(lista parziale)

### Nazionale
- Campionato mondiale: 2

2003, 2007
- Campionato d'Europa: 3

1997, 2005, 2009

### Individuale
- Calciatrice tedesca dell'anno: 1

1998